# Laurenziano Rediano 9
Le Laurenziano Rediano 9 est un codex manuscrit conservé à la Bibliothèque Laurentienne de Florence. Dans la philologie, il est connu par le sigle BML Redi 9, mais est généralement indiqué par la seule lettre L. Il a probablement été composé par un copiste de Pise à la fin du XIIIe siècle, et appartenait à Francesco Redi.
Il était un texte de base pour la construction des chansonniers de Guittone d'Arezzo et un support pour la Canzoniere Vaticano latino 3793, ainsi que pour l'étude des poèmes de l'École sicilienne (comme ceux de Frédéric II). Il contient également des chants de Guido Cavalcanti.

## Source
- (it) Cet article est partiellement ou en totalité issu de l’article de Wikipédia en italien intitulé « Laurenziano Rediano 9 » (voir la liste des auteurs).